# Komatsu D575

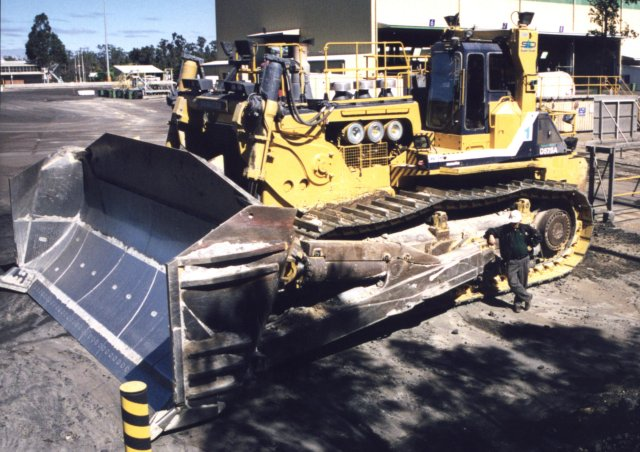
Buldożer Komatsu D575

Komatsu D575 – buldożer produkowany przez firmę Komatsu - jednego z największych na świecie producentów maszyn budowlanych. Moc 1150 KM (860 kW). Wymiary standardowego lemiesza tej maszyny pozwalają na przemieszczenie 69 m³ urobku w jednym cyklu roboczym.